# Ten of Diamonds
Pour plus de détails, voir Fiche technique et Distribution.
Ten of Diamonds est un film américain réalisé par Raymond B. West, sorti en 1917.

## Synopsis
Warren Kennedy se rend dans un cabaret pour oublier une récente humiliation : il devait épouser Blanche Calloway, mais Ellis Hopper, son rival, l'avait séduite puis l'avait forcée à paraître au mariage avec un mot dénonçant sa trahison. Dans le club, il rencontre Neva Blaine, et pour se venger il décide de la transformer en lui apprenant les manières de la société, puis de lui faire séduire Hopper, afin de révéler son origine sociale réelle au moment opportun. Alors qu'elle est tombée amoureuse de Kennedy, Neva accepte mais le jour du mariage elle lui écrit en l'implorant de la sortir de là. Kennedy refuse et Neva, désespérée, feint d'être ivre à l'église. Neva s'en va alors pour retrouver sa solitude, mais Kennedy réalise enfin qu'il l'aime aussi.

## Fiche technique
- Titre original : Ten of Diamonds
- Réalisation : Raymond B. West
- Scénario : L.V. Jefferson
- Société de production : Triangle Film Corporation
- Société de distribution : Triangle Distributing Corporation
- Pays d’origine :  États-Unis
- Langue originale : anglais
- Format : noir et blanc — 35 mm — 1,37:1 — Film muet
- Genre : drame
- Durée : 5 bobines
- Dates de sortie :  États-Unis : 2 septembre 1917
- Licence : domaine public

## Distribution
- Dorothy Dalton : Neva Blaine
- Jack Livingston : Warren Kennedy
- J. Barney Sherry : Ellis Hopper
- Dorcas Matthews (en) : Blanche Calloway
- Billy Shaw